# Nos maîtres les domestiques

Nos maîtres les domestiques est un film français réalisé par Hewitt Claypoole Grantham-Hayes, sorti en 1930.

## Synopsis
Le jeune marquis Richard d'Argental a dilapidé ses biens. Contraint de se séparer de son manoir, il le vend à une jeune veuve, Sylvie Mareuil. Mais voici qu'en plus de ses avanies financières, il est accusé d'un crime qu'il n'a pas commis. Il lui faut absolument se mettre à couvert et quelle meilleure cachette que son ancienne demeure ? Aussi, se faisant passer pour domestique réussit-il à se faire embaucher par Sylvie. Le voilà à l'abri des recherches. Pour couronner le tout, l'amour naît entre les deux jeunes gens. Tout se terminera bien.

## Fiche technique
- Titre original : Nos maîtres les domestiques
- Réalisation : Hewitt Claypoole Grantham-Hayes (sous le nom de Grantham-Hayes)
- Scénario : Henri Falk, d'après le roman Lord Richard in the Pantry de Maurice Nicoll (sous le pseudonyme de Martin Swayne), Éditions Methuen & Company, Londres, 1911
- Son : Michael Ross, Chin
- Production : Jacques Haïk
- Société de production et de distribution : Les Etablissements Jacques Haïk
- Pays d’origine :  France
- Langue originale : français
- Format : noir et blanc — 35 mm — 1,37:1 — son Mono
- Genre : Comédie
- Durée : 89 minutes
- Dates de sortie :
  - France : 7 novembre 1930

## Distribution
- Louis Baron fils (sous le nom de Baron fils : Joseph
- Henry Garat : le marquis Richard d'Argental
- Laure Diana (sous le nom de Diana) : Sylvie Mareuil
- Madeleine Guitty : Augustine
- Michèle Verly : Évangeline Lovejoy
- René Ferté : Henri Duplessis
- Georges Tréville : Le colonel de Montausset-Brisac
- Ginette Gaubert : Hélène Grandcourt
- Renée Parme : Louise
- Jacques Henley : l'inspecteur Larand

## Autour du film
- Ce film est la version français de Lord Richard in the Pantry de Walter Forde (1930)
- Le tournage s'est effectué en Angleterre aux Twickenham Film Studios
- Film considéré comme perdu. Aucune copie n'a été retrouvée à ce jour.